# Rudi Reinwarth
Rudi Reinwarth (* 23. Dezember 1907 in Lauter, Erzgebirge; † 22. März 1971) war ein deutscher Politiker (KPD, SED, NDPD) und Funktionär der NDPD. Er war Mitglied der Volkskammer der DDR.

## Leben
Reinwarth, Sohn eines Bergmanns, absolvierte nach dem Besuch der Volksschule eine Ausbildung zum Porzellanmaler in Fraureuth (Thüringen, seit 1952 Sachsen). Bis zur Fabrikschließung war er dort in seinem Beruf tätig, danach Porzellanmaler in Auma (Thür.). 1925 schloss er sich der Kommunistischen Partei Deutschlands (KPD) an. Ab 1930 arbeitete er zunächst ab Volontär, dann als Redakteur bei den KPD-Organen „Der Kämpfer“ (Chemnitz und Erzgebirge) und „Das Echo“ (Zwickau, Plauen, übriges Vogtland). Ab April 1932 ermittelten das Polizeipräsidium Chemnitz, das Reichswehrministerium in Berlin und der Oberreichsanwalt in Leipzig gegen ihn wegen „Vorbereitung zum Hochverrat“/„Hochverrat durch die Presse“ und „Landesverrat durch die Presse“; das Verfahren wurde im Januar 1933 eingestellt. Nach der „Machtergreifung“ der Nationalsozialisten 1933 beteiligte er sich am Widerstand gegen den Nationalsozialismus. Reinwarth wurde 1933 verhaftet und war bis 1935 im KZ inhaftiert. 1939 wurde er zur Wehrmacht eingezogen. 1945 geriet er in sowjetische Kriegsgefangenschaft, dort besuchte er eine Antifa-Schule.
1947 kehrte er nach Deutschland, in die Sowjetische Besatzungszone, zurück und trat der Sozialistischen Einheitspartei Deutschlands (SED) bei. Er war zunächst als Textilarbeiter tätig. Von 1947 bis 1948 wirkte er als hauptamtlicher Erster Sekretär der Kreisleitung Werdau des Kulturbundes. 1948 gehörte er zu den Mitbegründern der National-Demokratischen Partei Deutschlands (NDPD). Reinwarth initiierte 1948 auch die Gründung des thüringischen Landesvorstandes der NDPD, dessen Vorsitz er jedoch bereits im Juni 1949 an den Mitbegründer Günther Ludwig abtrat. Von 1949 bis 1952 gehörte er als Mitglied dem geschäftsführenden Hauptausschuss der NDPD an. Anschließend war er von 1952 bis 1955 Abteilungsleiter im NDPD-Parteivorstand sowie 1952/1953 Chefredakteur des NDPD-Zentralorgans National-Zeitung. Später war er Lehrstuhlleiter an der NDPD-Parteischule in Waldsieversdorf.
Von 1949 bis 1958 war er Mitglied des Deutschen Volksrates bzw. der Volkskammer der DDR.

## Auszeichnungen
- Vaterländischer Verdienstorden in Bronze (1956 und 1964)[1]